# (Up a) Lazy River
"(Up a) Lazy River" is een populair nummer van Hoagy Carmichael en Sidney Arodin, voor het eerst uitgevoerd in 1930. Het nummer valt in de genres jazz en klassieke pop. Veel artiesten, voornamelijk jazzzangers en bandleiders (with his orchestra) hebben het nummer uitgebracht. 

## Opgenomen versies
- Acker Bilk
- Adam Faith (1963)
- Art Mooney (1952)
- Benny Goodman (1941)
- Betty Johnson (1950)
- Bing Crosby
- Bob Wills (1947)
- Bobby Darin (1961)
- Brenda Lee (1962)
- Casa Loma Orchestra (1938)
- Chet Atkins
- Chris Barber
- Crystal Gayle (1999)
- Dick Todd
- Eddy Howard
- Gene Vincent (1956)
- Georgie Fame & Annie Ross (1981)
- Glenn Miller
- Hank Thompson (1972)
- Harry Connick jr. (1988)

- Harry James
- Hoagy Carmichael (1930)
- Hugh and Karl Farr
- Julia Lee
- Kay Starr
- Kenny Ball
- Leon Redbone
- Les Brown
- Les Paul Trio
- Louis Armstrong (1931)
- Louis Prima (1936)
- Manhattan Transfer
- Megan Mullally
- Merle Travis
- Michael Bublé
- Nat King Cole Trio
- Pat Boone (1958)
- Paul Whiteman (1956)
- Peggy Lee
- Pete Fountain

- Phil Harris (1932)
- Ray Anthony
- Rex Allen (1961)
- Rickie Lee Jones
- Rockapella
- Rosemary Clooney (1956)
- Rusty Draper (1957)
- Sam Butera
- Sammy Davis jr. (1963)
- Si Zentner (1961)
- Svend Asmussen
- Tennessee Ernie Ford
- Tex Beneke
- The Ames Brothers
- The Four Lads
- The Gatlin Brothers (1994)
- The Ink Spots
- The Mills Brothers (1952)
- The Platters
- The Three Suns
- Woody Herman (1941)